# Henri de Costier
Henri de Costier – francuski kierowca wyścigowy.

## Kariera
W swojej karierze wyścigowej de Costier poświęcił się startom w wyścigach samochodów sportowych. W latach 1926-1928, 1931 Francuz pojawiał się w stawce 24-godzinnego wyścigu Le Mans. W pierwszym sezonie startów odniósł zwycięstwo w klasie 1.5, a w klasyfikacji generalnej uplasował się na ósmej pozycji. W kolejnych sezonach nie dojeżdżał do mety.